# 耳菊
耳菊（学名：Nabalus ochroleucus）为菊科耳菊属的植物，为中国的特有植物。分布于俄罗斯、日本、朝鲜以及中国大陆的吉林等地，常生长在林下潮湿地，目前尚未由人工引种栽培。
其种加词“ochroleucus”意为“赭白色的”、“黄白色的”。